# Stemma della Pennsylvania

Stemma della Pennsylvania.

Lo stemma della Pennsylvania è uno dei tre emblemi ufficiali dello Stato, accanto al sigillo della Pennsylvania e alla bandiera della Pennsylvania, e fu adottato nel 1778. Esso raffigura uno scudo dorato sulla cui sommità è posta un'aquila dalla testa bianca, e due cavalli rampanti neri ai lati, perfettamente simmetrici. All'interno dello scudo sono rappresentati i simboli della forza dello Stato: una nave che trasporta merci in ogni angolo del pianeta; un aratro, simbolo della ricchezza delle risorse naturali; tre covoni di grano, simbolo della fertilità dei campi. Lo scudo è abbracciato, nella sua parte inferiore, da un fascio di ulivo e di mais, simboli di pace e prosperità. Il motto dello Stato ("Virtue Liberty and Independence" - Virtù, Libertà e Indipendenza) campeggia scritto in nero su un nastro rosso in basso.

## Uso
Lo stemma è utilizzato in diverse modalità, tra cui i diversi sigilli di stato, nonché nella bandiera.

Stendardo del Governatore
Sigillo del Governatore
Sigillo del Segretario del Commonwealth
Sigillo del Revisore Generale
Sigillo dell'Ispettore Generale
Sigillo della Corte Suprema
Sigillo della Corte Superiore
Sigillo della Corte di Disciplina Giudiziaria
Sigillo del Dipartimento di Salute Pubblica